# Бондар Тетяна Вікторівна
Тетяна Вікторівна Бондар (нар.1 грудня 1978 року) — член Національної Спілки письменників України, лауреат Міжнародного літературного конкурсу «Гранослов».

## Життєпис
Тетяна Вікторівна Бондар народилася 1 грудня 1978 р. в м. Луцьк. У 1996 р. закінчила зі срібною медаллю Гіркополонківську загальноосвітню школу I—III ступенів Луцького району Волинської області. В 2001 р. — факультет україністики Волинського державного університету ім. Лесі Українки.

## Творчість
Вірші почала писати ще в дитинстві.
У 2004—2009 р.р. була активним членом літстудії «Лесин кадуб».
Учасник Всеукраїнської наради молодих літераторів у Ірпені (2007).
Друкувалася в журналах «Дзвін», «Березіль», «Київ», альманасі «Золота ПЕКТОРАЛЬ», газетах «Літературна Україна», «Слово Просвіти», «Українська літературна газета», у болгарському літературному часописі «ЗНАЦИ» (Варна), збірнику статей та художніх творів українською та англійською мовами «ЛеоПолтвіс» та ін.
Лауреат Міжнародного літературного конкурсу найкращих творів молодих українських літераторів «Гранослов-2007».
Член Національної спілки письменників України.

### Антології і альманахи
- Обрії. Альманах. — Луцьк: ВМА «Терен», 2003.-72с.
- Амплітуда провесни. Антологія. — Луцьк: ВМА «Терен», 2004.-108с.
- Ірпінські світанки. Поезія і проза учасників Всеукраїнської наради молодих літераторів 2007 року. — Біла Церква: «Буква», 2007.-220с.
- 13на13. Поетична антологія. — Луцьк: ПВД «Твердиня», 2007.-172с.
- Нова проза. Альманах сучасної української літератури. Щоквартальник. 2009. Том 16.
- Дотик. Антологія польсько — української поезії. — Pleszew: Agencja Reklamowo — Wydawnicza «Sarbinowski», 2009.- 42с.
- Літпошта (зб. молодої поезії і не тільки…).- Київ: Вид.-во Жупанського, 2009.- 317с.
- Сонячне гроно. Літературний альманах. — Тернопіль: Астон, 2012.-162с.
- Нова украинска поезия. Антология. — София-Варна: «Мултипринт», Славянска литературна и артистична академия, 2012,- 144 с.
- Світязь: альманах Волинської обласної організації Національної спілки письменників України.-Луцьк: ПВД «Твердиня», 2012.-1/18.-С.49-57.
- Квіткова антологія(зб.укр.поезії про квіти;). — Брустурів: Дискурсус,2013.-172 с.
- Друзі незрадливі(збірка творів українських авторів). — Львів: Видавництво Старого Лева НГО «Форум видавців», 2014,-127с.
- Бандерштатна антологія: поезія. — Луцьк: ПВД «Твердиня», 2015.- 192 с.
- Ломикамінь: антологія українського верлібру. — Львів: ЛА «Піраміда», 2018. — 620с.

### Твори для дітей
- Зірочка Ін із сусіднього сузір'я / Т.Бондар // Крилаті-пригодницький журнал для дітей . — 2016. — № 1(50). — С.4-5.

### Статті, рецензії…
- Перед нами — справжній поет. Завжди і у всьому залишатися собою (штрихи до літературного портрета): зб. спогадів, статей, рецензій та інших матеріалів про життя і творчість Й.Струцюка. — Луцьк: Твердиня, 2010.
- Мої забужани.-Луцьк: газ. Слово Волині. — 2013. —25 липня.

### Окремі видання творів
- Святилище воскової ляльки. Поезії. Луцьк: ПВД «Твердиня», 2006. 88 с.
- Переступивши дощ . Поезії. Луцьк: ВМА «Терен», 2010. 108с.
- Яблука для Іуди: Поезії. Житомир: О. О. Євенок, 2018. 52 с.

## Публікації про Тетяну Бондар
- Лукаш Луцький. «Уникайте асфальту…» Післямова до збірки «Святилище воскової ляльки».

- Т. Винник."Свято з її іменем". Передмова до збірки «Переступивши дощ».

- В. Шило «Сталкінг дощу».

## Інтернет-ресурси
- Про Т. Бондар на сайті «avtura.com.ua. Сучасна українська книгосфера». [Архівовано 26 березня 2011 у Wayback Machine.]